# Loi de rayonnement de Wien
Ne doit pas être confondu avec Loi du déplacement de Wien.

Comparaison de différentes lois de rayonnement (Rayleigh-Jeans, Wien et Planck). Les lois de Planck et de Rayleigh-Jeans s'accordent bien aux plus basses fréquences. Les lois de Planck et de Wien s'accordent bien aux plus hautes fréquences.

La loi du rayonnement de Wien caractérise la dépendance du rayonnement du corps noir à la longueur d'onde. Il s'agit d'une formule théorique proposée par Wilhelm Wien en 1896, qui rend compte des conséquences de la loi du déplacement de Wien et de la loi de Stefan-Boltzmann sur le spectre d'émission du corps noir.

## Description
Dans sa forme donnée par Wien en 1896, elle s'écrit :
{\displaystyle \phi _{\lambda }={\frac {c_{1}}{\lambda ^{5}}}{\frac {1}{e^{\frac {c_{2}}{\lambda T}}}}}
avec
- {\displaystyle \,\phi _{\lambda }} : exitance énergétique monochromatique (W m−2) ;
- λ : longueur d'onde (m) ;
- {\displaystyle \textstyle c_{1}=2\pi hc^{2}}  = 3,741 771 852... × 10−16 W m2 sr−1 (première constante de rayonnement) ;
- {\displaystyle \textstyle c_{2}={\frac {hc}{k_{B}}}} = 0,014 387 768 77... m K (deuxième constante de rayonnement) ;
- T : température en kelvin (K).

Cette loi possède un maximum donné par :
{\displaystyle \lambda _{\text{max}}={\frac {2,8987685...\,10^{-3}}{T}}}
Contrairement à la loi de Planck, elle fournit des valeurs fausses pour les grandes longueurs d'onde. En outre, elle implique que l'intensité de rayonnement soit limitée avec l'augmentation de la température, ce que contredit également l'expérience.
Max Planck remédia à cela en 1900, en proposant l'expression suivante :
{\displaystyle \phi _{\lambda }={\frac {c_{1}}{\lambda ^{5}}}{\frac {1}{e^{\frac {c_{2}}{\lambda T}}-1}}}
Planck remplaça ce qui était jusque là des constantes empiriques c1 et c2 par des constantes naturelles : la constante de Boltzmann, la vitesse de la lumière dans le vide et une nouvelle constante h nommée constante de Planck.